# Escale sur la planète
Albums de Soldat Louis
Bienvenue à bord En vrai 2 vrai
Escale sur la planète, sorti en 2002, est le septième album du groupe Soldat Louis.

## Liste des chansons
| 1.    | Le père Noé              | Gary Wicknam                | 3:48 |
| 2.    | Escale sur la planète    | Gary Wicknam / Soldat Louis | 3:57 |
| 3.    | Borgnefesse              | Gary Wicknam                | 3:58 |
| 4.    | Distance                 | Gary Wicknam                | 3:37 |
| 5.    | Bus family               | Gary Wicknam                | 3:43 |
| 6.    | Le sonneur de Quimperlé  | Gary Wicknam                | 4:34 |
| 7.    | La balance et le glaive  | Gary Wicknam                | 3:18 |
| 8.    | Ce slow la               | Gary Wicknam / Soldat Louis | 4:21 |
| 9.    | Dans le fond les hommes  | Gary Wicknam / Soldat Louis | 3:40 |
| 10.   | Salut (bienv'nue à bord) | Gary Wicknam                | 3:20 |
| 11.   | La soldadance            | Gary Wicknam / Soldat Louis | 3:28 |
| 12.   | Tonton Louis             | Gary Wicknam / Soldat Louis | 4:24 |
| 13.   | Suis-moi                 | Gary Wicknam                | 3:20 |
| 49:46 |                          |                             |      |

## Crédit

### autour de l'album
- 2002 - Créon Music
- Référence : 812 284
- Editeur : Créon Music

### autour des musiciens
- Serge Danet alias Soldat Louis
- Renaud Detressan alias Gary Wicknam

## Sources
- Livret de l'édition CD de l'album